# Annabella Incontrera
Annabella Incontrera (Saronno, 11 giugno 1943 – Roma, 19 settembre 2004) è stata un'attrice italiana attiva fra gli anni sessanta e settanta.

## Biografia
Fu interprete in una quarantina di film, prevalentemente film di serie B, western all'italiana, thriller, peplum, commedia erotica all'italiana. Toccò l'apice della notorietà a inizio anni settanta: nel solo 1971 girò sette film.
Nel 1969 sposò il critico cinematografico Guglielmo Biraghi, dal quale ebbe una figlia, morta a pochi giorni dalla nascita, e da cui divorziò quattro anni dopo. Nel 1976 ebbe un altro figlio da una successiva relazione.
L'attrice soffrì per anni di una grave forma di osteoporosi e fu costretta a usare una sedia a rotelle.

## Filmografia

### Cinema

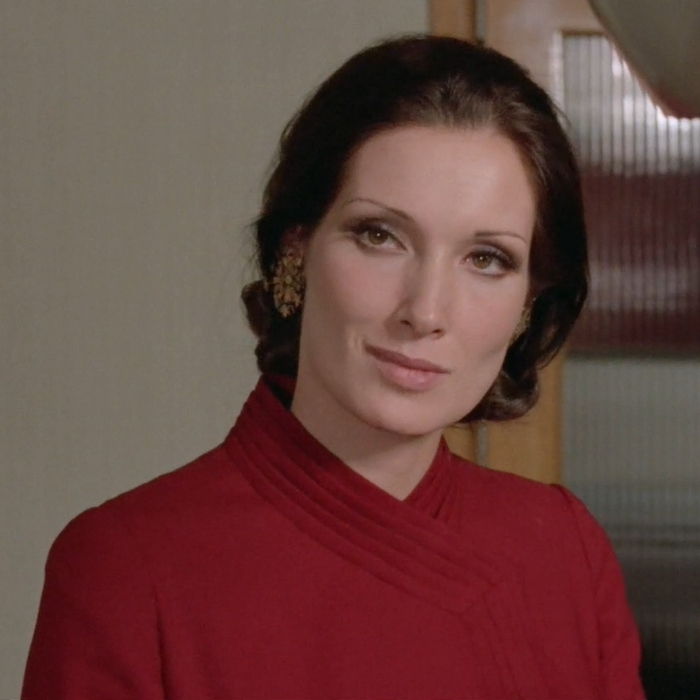
Annabella Incontrera nel film Rivelazioni di un maniaco sessuale al capo della squadra mobile (1972)

- L'inferno addosso, regia di Gianni Vernuccio (1959)
- Maciste contro il vampiro, regia di Sergio Corbucci e Giacomo Gentilomo (1961)
- Una domenica d'estate, regia di Giulio Petroni (1962)
- L'uomo che bruciò il suo cadavere, regia di Gianni Vernuccio (1964)
- L'arcidiavolo, regia di Ettore Scola (1966)
- Goldsnake anonima killer, regia di Ferdinando Baldi (1966)
- A suon di lupara, regia di Luigi Petrini (1967)
- L'imboscata (The Ambushers), regia di Henry Levin (1967)
- Un poker di pistole, regia di Giuseppe Vari (1967)
- Quella carogna di Frank Mitraglia (À tout casser), regia di John Berry (1968)
- A doppia faccia, regia di Riccardo Freda (1969)
- Assassination Bureau (The Assassination Bureau), regia di Basil Dearden (1969)
- Quei disperati che puzzano di sudore e di morte (Los desesperados), regia di Julio Buchs (1969)
- Una ragazza chiamata Amore (Une fille nommée Amour), regia di Sergio Gobbi (1969)
- Amore Formula 2, regia di Mario Amendola (1970)
- Commando di spie (Consigna: matar al comandante en jefe), regia di José Luis Merino (1970)
- Due ragazzi da marciapiede (No desearás al vecino del quinto), regia di Ramón Fernández (1970)
- La sfida dei MacKenna, regia di León Klimovsky (1970)
- È tornato Sabata... hai chiuso un'altra volta!, regia di Gianfranco Parolini (1971)
- Le calde notti di Don Giovanni, regia di Alfonso Brescia (1971)
- Roma bene, regia di Carlo Lizzani (1971)
- La tarantola dal ventre nero, regia di Paolo Cavara (1971)
- I pirati dell'isola verde (Los corsarios), regia di Ferdinando Baldi (1971)
- Quando gli uomini armarono la clava e... con le donne fecero din-don, regia di Bruno Corbucci (1971)
- Le belve - episodio Processo a porte chiuse, regia di Giovanni Grimaldi (1971)
- Perché quelle strane gocce di sangue sul corpo di Jennifer?, regia di Giuliano Carnimeo (1972)
- 7 scialli di seta gialla, regia di Sergio Pastore (1972)
- Rivelazioni di un maniaco sessuale al capo della squadra mobile, regia di Roberto Bianchi Montero (1972)
- L'illazione, regia di Lelio Luttazzi (1972)
- La colonna infame, regia di Nelo Risi (1973)
- Il gatto di Brooklyn aspirante detective, regia di Oscar Brazzi (1973)
- Il viaggio, regia di Vittorio De Sica (1974)
- Verginità, regia di Marcello Andrei (1974)
- Ciak si muore, regia di Mario Moroni (1974)
- Paolo Barca, maestro elementare, praticamente nudista, regia di Flavio Mogherini (1975)
- Le braghe del padrone, regia di Flavio Mogherini (1978)
- Estigma, regia di José Ramon Larraz (1980)

### Televisione
- Eneide, regia di Franco Rossi – miniserie TV (1971)
- L'illazione, regia di Lelio Luttazzi – film TV (1972)
- All'ultimo minuto – serie TV, episodio Scala reale (1973)
- La vedova e il piedipiatti, regia di Mario Landi – miniserie TV (1979)

## Doppiatrici italiane
- Rita Savagnone in Maciste contro il vampiro, Amore Formula 2
- Flaminia Jandolo in 7 scialli di seta gialla
- Fiorella Betti in Roma bene
- Mirella Pace in È tornato Sabata... Hai chiuso un'altra volta!